# Облога Сараєва
Облога Сараєва стала найдовшою облогою столиці Боснії і Герцеговини в історії сучасної війни. Спочатку вона була обложена силами Югославської народної армії, а потім збройними силами Республіки Сербської і так званими російськими добровольцями, вихідцями з колишніх радянських республік, в основному з Росії. Облога тривала під час Боснійської війни від 5 квітня 1992 року по 29 лютого 1996 року (1.425 днів), це втричі довше, ніж час облоги Сталінграда і на рік довше, ніж час блокади Ленінграда.
Після того, як Боснія і Герцеговина проголосила свою незалежність від Югославії, боснійські серби, чиєю стратегічною метою було створення нової Республіки Сербської, яка мала включати частини боснійської території, оточили Сараєво силами чисельністю близько 13.000 осіб і взяли його в облогу. На довколишніх пагорбах були розміщені артилерія, міномети, танки, зенітні установки, важкі кулемети, реактивні системи залпового вогню, звідки проводилися обстріли і атаки на місто. Починаючи з 2 травня 1992 року, серби блокували місто. Боснійські урядові збройні сили всередині обложеного міста, що налічували 70.000 війська, були погано озброєні і не мали змоги прорвати блокаду.
Підраховано, що 9.502−14.011 осіб загинули під час облоги, у тому числі 4.548−8.407 солдатів і 4.954−5.604 цивільних осіб. Військові втрати боснійських сербів становили 2.229 солдатів, загиблих або зниклих безвісти. Перепис 1991 року показує, що до облоги в місті та прилеглих до нього районах проживало 525 980 осіб. Існують оцінки, що до початку облоги населення в самому місті становило 435.000. Нинішні оцінки числа мешканців, що проживають у Сараєві, коливаються від 300.000 до 380.000 осіб.
Після війни Міжнародний трибунал щодо колишньої Югославії (МТКЮ) засудив двох сербських чиновників за численними пунктами звинувачення у злочинах проти людяності, скоєних під час облоги. Станіслав Галич і Драгомир Мілошевич були засуджені на довічне ув'язнення і 29 років позбавлення волі відповідно, а Момчило Перишич отримав 27-річний вирок, перш ніж бути звільненим після апеляції в лютому 2013 року. Один з 11 обвинувальних вироків щодо Радована Караджича, колишнього президента Республіки Сербської, якого також було засуджено до довічного ув'язнення, стосувався облоги.

## Передісторія
З моменту свого створення після Другої світової війни уряд Югославії пильно спостерігав за націоналістичними настроями серед багатьох етнічних і релігійних груп, що складали країну, оскільки їх безконтрольний розвиток міг призвести до хаосу і розпаду держави. Коли лідер Югославії маршал Тіто помер у 1980 році, дана політика стримування припинилася.
Націоналізм почав відроджуватися в 1980-х роках, після спалаху насильства в Косово. Метою сербських націоналістів була централізація Югославії, інші ж національності прагнули до федералізації та децентралізації держави.
18 листопада 1990 року в Боснії і Герцеговині були проведені перші багатопартійні парламентські вибори (з 2-м туром 25 листопада), що призвело до створення національної асамблеї з домінуванням трьох партій за етнічною ознакою, які сформували вільну коаліцію, аби відтіснити комуністів від влади. Подальші заяви Хорватії та Словенії щодо проголошення незалежності та війна, яка згодом розпочалася, поставили Боснію і Герцеговину та її три державотворчі народи у небезпечне становище. Незабаром поширився значний розкол у питаннях щодо самовизначення народів. Серби у переважній більшості виступали за збереження югославської федерації, у той час як боснійці і хорвати виступали за незалежність.
Сербські парламентарі, що складалися в основному з членів Сербської демократичної партії, покинули центральний парламент у Сараєві і 24 жовтня 1991 року сформували Народну скупщину Республіки Сербської, яка ознаменувала кінець триетнічної коаліції, що керувала державою після виборів 1990 року. Народна скупщина 9 січня 1992 року заснувала Республіку Сербську Боснії і Герцеговини, яка стала йменуватися Республікою Сербською в серпні 1992 року.
15 жовтня 1991 року була затверджена декларація про боснійський суверенітет, а згодом 29 лютого і 1 березня 1992 року проведено референдум за незалежність від Югославії, який у переважній більшості бойкотували серби. Явка референдуму становила 63,4 %, із яких 99,7 % виборців проголосували за незалежність. Боснія і Герцеговина проголосила свою незалежність 3 березня 1992 року. Після цього розпочався період ескалації конфлікту і підвищення напруженості.

## Початок війни

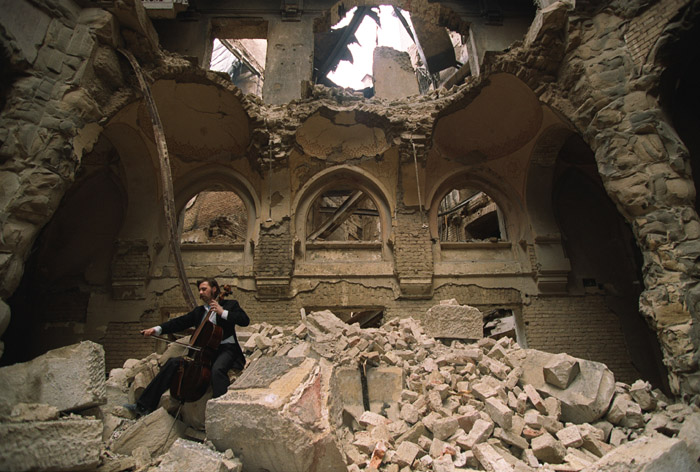
Смайлович грає на віолончелі у зруйнованій бібліотеці, 1992

1 березня 1992 року, в останній день референдуму за незалежність республіки, в центрі Сараєва група озброєних мусульман розстріляла сербське весілля, убивши батька нареченого Ніколу Гардовича і поранивши священника Раденка Міковича. Існує версія, згідно з якою напад було спровоковано наявністю у весільній процесії сербського прапора, коли весільний кортеж переїжджав через стару мусульманську місцевість Башчаршия. Наступного дня сербські воєнізовані формування поставили біля будівлі парламенту і по місту ряд барикад. Дану подію вони сприйняли як початок антисербських дій. Боснійські мусульмани також поставили барикади в місті.
5 квітня етнічні сербські поліцейські здійснили напад на поліцейські дільниці, а потім і на тренувальну школу МВС. У результаті нападу було вбито двох офіцерів і одного цивільного. Наступного дня Президія Боснії і Герцеговини заявила про введення надзвичайного стану. Того ж дня сербські воєнізовані формування в Сараєві повторили свої дії попереднього місяця. На мирний протест зібрався натовп чисельністю від 50.000 до 100.000 осіб, який включав усі етнічні групи. Коли протестувальники рушили до будівлі парламенту, озброєні люди застрелили двох молодих жінок у натовпі — Суаду Дильберович і Ольгу Сучич, які стали називатися першими жертвами облоги. Міст Врбаня (босн. Vrbanja most), де вони були вбиті, з тих пір було перейменовано на їхню честь.